# Division II i ishockey 1944/1945
Division II i ishockey 1944/1945 var näst högsta divisionen i svensk ishockey under säsongen. Till denna säsongen hade divisionen utökats med tre lag och grupperna hade gjorts om. Division II Centrala hade bytt namn till Västmanland och Mälarserien hade upplösts och ersatts av en ny grupp för Södermanland. IFK Stockholm genomförde en uppmärksammad satsning för att nå högsta serien och värvade bl.a. Olle Bengtsson från Karlberg och Åke Ström från AIK. Trots det fick de se sig besegrade av Matteuspojkarna och Reymersholm. Kval till division I spelades numer i två grupper, två lag från varje grupp flyttades upp.

## Lagen
Sedan förra säsongen hade Brynäs och Reymersholm flyttats ner från Svenska serien och de placerades i norra respektive östra gruppen. Norra gruppen hade även fått tillökning med Mora IK som var nya i divisionen. Västra gruppen hade fått tre nya lag: Skiveds IF från Forshaga samt BK Forward och IF Eyra från Örebro. Den nya Division II Västmanland övertog lagen från den gamla centrala gruppen där uppflyttade Surahammars IF ersatts av IFK Arboga. Division II Södermanland, även det en ny grupp, fick Södertälje IF och Åkers IF (Åkers styckebruk) från den gamla Mälarserien samt de för divisionen nya lagen IFK Tumba, GUIF (Eskilstuna) och Stallarholmens AIK. Till den östra gruppen hade Matteuspojkarna flyttas från mälarserien och Årsta SK från södra gruppen, dessutom tillkom IFK Stockholm som nytt lag. Djurgårdens IF (Stockholm) flyttades från Mälarserien till den södra gruppen och Atlas Diesels IF (Nacka) och GoIF Tjalve (Norrköping) var nya lag för säsongen (i Tjalves fall återkommande).

## Division II Norra
| Nr | Lag          | S  | V | O | F | GM | IM  | MS  | P  |
| -- | ------------ | -- | - | - | - | -- | --- | --- | -- |
| 1  | Mora IK      | 10 | 6 | 1 | 3 | 64 | 32  | +32 | 13 |
| 2  | IK Huge      | 10 | 6 | 1 | 3 | 58 | 38  | +20 | 13 |
| 3  | Brynäs IF    | 10 | 6 | 1 | 3 | 49 | 33  | +16 | 13 |
| 4  | Strömsbro IF | 10 | 5 | 1 | 4 | 52 | 35  | +17 | 11 |
| 5  | Gefle IF     | 10 | 4 | 1 | 5 | 39 | 43  | −4  | 9  |
| 6  | Hofors IK    | 10 | 0 | 1 | 9 | 25 | 106 | −81 | 1  |

## Division II Västra
| Nr | Lag           | S  | V | O | F | GM | IM | MS  | P  |
| -- | ------------- | -- | - | - | - | -- | -- | --- | -- |
| 1  | Forshaga IF   | 10 | 8 | 1 | 1 | 49 | 23 | +26 | 17 |
| 2  | Skoghalls IF  | 10 | 8 | 0 | 2 | 45 | 22 | +23 | 16 |
| 3  | Färjestads BK | 9  | 4 | 1 | 4 | 17 | 25 | −8  | 9  |
| 4  | Skiveds IF    | 10 | 3 | 2 | 5 | 23 | 29 | −6  | 8  |
| 5  | BK Forward    | 9  | 3 | 1 | 5 | 29 | 35 | −6  | 7  |
| 6  | IF Eyra       | 10 | 0 | 1 | 9 | 18 | 47 | −29 | 1  |

Not: En match, som var betydelselös för gruppens utgång, ställdes in.

## Division II Västmanland
| Nr | Lag           | S | V | O | F | GM | IM | MS  | P  |
| -- | ------------- | - | - | - | - | -- | -- | --- | -- |
| 1  | Västerås SK   | 8 | 6 | 1 | 1 | 72 | 16 | +56 | 13 |
| 2  | Västerås IK   | 8 | 6 | 1 | 1 | 65 | 19 | +46 | 13 |
| 3  | IF Aros       | 8 | 5 | 0 | 3 | 45 | 26 | +19 | 10 |
| 4  | IK Westmannia | 8 | 1 | 0 | 7 | 21 | 81 | −60 | 2  |
| 5  | IFK Arboga    | 8 | 1 | 0 | 7 | 12 | 73 | −61 | 2  |

## Division II Södermanland
| Nr | Lag                | S | V | O | F | GM | IM | MS  | P  |
| -- | ------------------ | - | - | - | - | -- | -- | --- | -- |
| 1  | Södertälje IF      | 8 | 7 | 0 | 1 | 74 | 18 | +56 | 14 |
| 2  | IFK Tumba          | 8 | 6 | 1 | 1 | 38 | 16 | +22 | 13 |
| 3  | Åkers IF           | 8 | 4 | 1 | 3 | 29 | 20 | +9  | 9  |
| 4  | GUIF               | 8 | 1 | 0 | 7 | 18 | 54 | −36 | 2  |
| 5  | Stallarholmens AIK | 8 | 1 | 0 | 7 | 19 | 70 | −51 | 2  |

## Division II Östra
| Nr | Lag                  | S  | V  | O | F  | GM | IM | MS  | P  |
| -- | -------------------- | -- | -- | - | -- | -- | -- | --- | -- |
| 1  | UoIF Matteuspojkarna | 12 | 11 | 0 | 1  | 99 | 23 | +76 | 22 |
| 2  | Reymersholms IK      | 12 | 8  | 0 | 4  | 77 | 47 | +30 | 16 |
| 3  | IFK Stockholm        | 12 | 8  | 0 | 4  | 61 | 37 | +24 | 16 |
| 4  | Årsta SK             | 12 | 6  | 0 | 6  | 64 | 57 | +7  | 12 |
| 5  | IF Vesta             | 12 | 4  | 0 | 8  | 41 | 67 | −26 | 8  |
| 6  | IK Sirius            | 12 | 3  | 1 | 8  | 45 | 76 | −31 | 7  |
| 7  | IFK Lidingö          | 12 | 1  | 1 | 10 | 17 | 97 | −80 | 3  |

## Division II Södra
| Nr | Lag              | S  | V | O | F  | GM | IM  | MS  | P  |
| -- | ---------------- | -- | - | - | -- | -- | --- | --- | -- |
| 1  | Atlas Diesels IF | 9  | 7 | 1 | 1  | 66 | 32  | +34 | 15 |
| 2  | Djurgårdens IF   | 10 | 5 | 2 | 3  | 39 | 26  | +13 | 12 |
| 3  | IFK Norrköping   | 10 | 6 | 0 | 4  | 44 | 33  | +11 | 12 |
| 4  | Norrköpings AIS  | 10 | 5 | 1 | 4  | 51 | 37  | +14 | 11 |
| 5  | IK Sleipner      | 9  | 4 | 0 | 5  | 24 | 20  | +4  | 8  |
| 6  | GoIF Tjalve      | 10 | 0 | 0 | 10 | 28 | 104 | −76 | 0  |

Not: En match, som var betydelselös för gruppens utgång, ställdes in.

## Kval till Division I
Grupp 1
| Nr | Lag              | S | V | O | F | GM | IM | MS | P |
| -- | ---------------- | - | - | - | - | -- | -- | -- | - |
| 1  | Södertälje IF    | 2 | 1 | 1 | 0 | 8  | 4  | +4 | 3 |
| 2  | Atlas Diesels IF | 2 | 1 | 0 | 1 | 9  | 10 | −1 | 2 |
| 3  | Forshaga IF      | 2 | 0 | 1 | 1 | 6  | 9  | −3 | 1 |

Grupp 2
| Nr | Lag                  | S | V | O | F | GM | IM | MS | P |
| -- | -------------------- | - | - | - | - | -- | -- | -- | - |
| 1  | Västerås SK          | 2 | 1 | 1 | 0 | 7  | 5  | +2 | 3 |
| 2  | Mora IK              | 2 | 1 | 1 | 0 | 3  | 1  | +2 | 3 |
| 3  | UoIF Matteuspojkarna | 2 | 0 | 0 | 2 | 4  | 8  | −4 | 0 |